# Saint-Martin-l'Astier

Saint-Martin-l'Astier este o comună în departamentul Dordogne din sud-vestul Franței. În 2009 avea o populație de 126 de locuitori.

## Evoluția populației
| An        | 1975 | 1982 | 1990 | 1999 | 2006 | 2009 |
| --------- | ---- | ---- | ---- | ---- | ---- | ---- |
| Populație | 120  | 140  | 152  | 137  | 137  | 126  |